# 大和永享の乱
大和永享の乱（やまとえいきょうのらん）は、室町時代の正長2年（1429年）に大和で発生した戦乱。興福寺大乗院衆徒の豊田氏と興福寺一乗院衆徒の井戸氏の対立に端を発し、大和一国に広がった。

## 乱の経過

### 背景
大和国国人は、興福寺の二大門跡である大乗院・一乗院の衆徒、あるいは春日大社の神人（国民）として組織されていたが、南北朝時代には、南朝方であった国民の越智氏と北朝方であった一乗院衆徒の筒井氏を中心とし激しく争っていた。北朝方の勝利の下室町幕府が安定して以後も、幕府の支持を得た筒井氏に対し、越智氏も大和国南部を中心として勢力を維持し紛争は継続していた。応永21年（1414年）には興福寺の訴えにより幕府が仲裁に乗り出し、国人衆が幕府に直属し私闘をしない旨の誓約をしたが、争乱の火はくすぶり続けていた。

### 一進一退の攻防
正長2年（1429年）7月、豊田中坊と井戸某の間に争いが起こった。興福寺と幕府は停戦勧告をしたが一向に争いはやまず、豊田方についた越智氏、箸尾氏らは井戸方に加勢した筒井氏、十市氏を攻めた。翌永享2年（1430年）2月には井戸氏と同族の筒井氏を支持する幕府より、興福寺に対し豊田討伐の指示が出、更に翌永享3年（1431年）8月には筒井氏と箸尾氏が互いに相手方の居城を攻めるなど戦乱は拡大。将軍足利義教は箸尾氏に対し撤兵勧告をした。
翌永享4年（1432年）9月には越智・箸尾両氏に筒井氏が大敗し、井戸方の形勢不利になっていたが、筒井順覚の次男・成身院光宣が幕府に訴えたことで戦局に変化が生じる。義教はそれまでの不介入方針を変更し越智氏討伐を決め、畠山氏と赤松氏に出兵を命じた。しかし河内守護で宿老の畠山満家は介入に否定的であり、12月に行われた合戦で畠山軍は傍観した。一方赤松満祐軍は奮戦し、越智氏は大和南部に没落した。満家（永享5年9月に死亡）は越智維通を支援、筒井氏も細川持之を頼ったが、永享6年（1434年）に入ると越智氏は勢いを盛り返した。筒井氏は再度大敗を喫し、筒井順覚は戦死、長男の順弘が後を継いだ。
翌永享7年（1435年）義教は光宣の訴えにより越智維通らの再度の討伐を決め、幕府軍を派遣した。越智氏は多武峰や冬野城に籠もり敗れたものの以後も抗戦を続け、斯波持有率いる幕府軍は永享9年5月22日（1437年6月25日）に大合戦に及んだが決着がつかなかった。

### 綸旨発給
同年7月11日（8月12日）、義教と不仲であった弟の大覚寺門跡義昭が出奔し、翌永享10年（1438年）7月に大和天川で挙兵した。この挙兵は越智・箸尾だけでなく、後南朝、比叡山山徒、山名氏・佐々木氏の一部、鎌倉公方足利持氏と連携した大規模なものであった。さらに持氏が関東管領上杉憲実討伐を開始し、憲実を支援する幕府は持氏討伐を実行することになった（永享の乱）。斯波持種・甲斐常治ら斯波軍は9月12日に京都へ召還され、16日に関東へ出陣した。
この際、義教は持氏討伐のため明徳の乱以来となる錦の御旗と治罰綸旨発給を後花園天皇に要請したが、多武峰に対しても治罰綸旨を要請し、8月28日（1438年9月17日）に発給された。幕府軍は総攻撃を開始し、翌永享11年（1439年）3月に至り越智維通が討たれ、10年に及ぶ戦乱は一旦終結した。

## その後
しかしながら、越智氏の乱と持氏、義昭との連携については確たる証拠がなく疑問であるという論者もいる。今谷明は朝敵とは到底いえない持氏を対象とした治罰綸旨発給をしてもらうために南朝方であることから朝敵であることが確実な越智氏との連携を主張したものと推察している。また、義昭の合流についても、義昭出奔を粛清を恐れた単なる逃亡と見る説もある。
この乱により興福寺の権威は揺らぎ義教の支配が強まったが、永享12年（1440年）には早くも、結城合戦と関連した動きを見せた越智氏討伐のため幕府軍が出陣している。また、討伐軍を率いた一色義貫と土岐持頼が義教の命令を受けた武田信栄に殺害され、翌年に義教が殺害されて嘉吉の乱が勃発すると、大和国内は再び混乱した。筒井氏内部の家督争いに畠山持国、越智家栄（維通の子）らが介入し、更には当の畠山氏の家督争いと続き、応仁の乱を経て大和国は戦国時代へと突入していくこととなる。